# Arrondissement Marche-en-Famenne
Arrondissement Marche-en-Famenne (francouzsky: Arrondissement de Marche-en-Famenne; nizozemsky: Arrondissement Marche-en-Famenne) je jeden z pěti arrondissementů (okresů) v provincii Lucemburk v Belgii.
Jedná se o politický a zároveň soudní okres. Soudní okres Marche-en-Famenne také zahrnuje obce Gouvy, Houffalize a Vielsalm politického okresu Bastogne.

## Obyvatelstvo
Počet obyvatel k 1. lednu 2017 činil 55 952 obyvatel. Rozloha okresu činí 953,69 km².

## Obce
Okres Marche-en-Famenne sestává z těchto obcí:
- Durbuy
- Erezée
- Hotton
- La Roche-en-Ardenne
- Manhay
- Marche-en-Famenne
- Nassogne
- Rendeux
- Tenneville